# Équipe de Suisse de football en 1947
Cet article présente les résultats de l'équipe de Suisse de football lors de l'année 1947

## Bilan
|           | Nombre de matchs | Victoires | Défaites | Matchs nuls | Buts marqués | Buts encaissés |
| Domicile  | 3                | 2         | 1        | 0           | 6            | 2              |
| Extérieur | 3                | 0         | 2        | 1           | 6            | 13             |
| Neutre    | 0                | 0         | 0        | 0           | 0            | 0              |
| Total     | 6                | 2         | 3        | 1           | 12           | 15             |

## Matchs et résultats
| Match amical                               | Portugal              | 2 - 2   | Suisse        | Stade national du Jamor, Lisbonne                   |                                                     |
| 5 janvier 1947 · Historique des rencontres | Rogério · Moreira 50e | (1 - 1) | 7e 55e Fatton | Spectateurs : 25 000 Arbitrage : Cyril Jack Barrick | Spectateurs : 25 000 Arbitrage : Cyril Jack Barrick |
| 5 janvier 1947 · Historique des rencontres | Rapport               |         |               | Spectateurs : 25 000 Arbitrage : Cyril Jack Barrick | Spectateurs : 25 000 Arbitrage : Cyril Jack Barrick |

| Match amical                                      | Italie                                     | 5 - 2   | Suisse                          | Stadio Comunale, Florence                    |                                              |
| 27 avril 1947 · 16h00 · Historique des rencontres | Mazzola 12e · Loik 35e · Menti 58e 60e 88e | (2 - 1) | 23e Fatton · 69e (pen.) Bocquet | Spectateurs : 45 000 Arbitrage : Johann Beck | Spectateurs : 45 000 Arbitrage : Johann Beck |
| 27 avril 1947 · 16h00 · Historique des rencontres | Rapport                                    |         |                                 | Spectateurs : 45 000 Arbitrage : Johann Beck | Spectateurs : 45 000 Arbitrage : Johann Beck |

| Match amical                                    | Suisse     | 1 - 0   | Angleterre | Hardturm, Zurich                             |                                              |
| 18 mai 1947 · 15h00 · Historique des rencontres | Fatton 26e | (1 - 0) |            | Spectateurs : 34 000 Arbitrage : Victor Sdez | Spectateurs : 34 000 Arbitrage : Victor Sdez |
| 18 mai 1947 · 15h00 · Historique des rencontres | Rapport    |         |            | Spectateurs : 34 000 Arbitrage : Victor Sdez | Spectateurs : 34 000 Arbitrage : Victor Sdez |

| Match amical                            | Suisse     | 1 - 2   | France                    | La Pontaise, Lausanne                          |                                                |
| 8 juin 1947 · Historique des rencontres | Fatton 16e | (1 - 2) | 36e Alpsteg · 44e Baratte | Spectateurs : 34 000 Arbitrage : George Reader | Spectateurs : 34 000 Arbitrage : George Reader |
| 8 juin 1947 · Historique des rencontres | Rapport    |         |                           | Spectateurs : 34 000 Arbitrage : George Reader | Spectateurs : 34 000 Arbitrage : George Reader |

| Match amical                                  | Pays-Bas                                                    | 6 - 2   | Suisse                   | Stade olympique, Amsterdam                         |                                                    |
| 21 septembre 1947 · Historique des rencontres | Lenstra 32e · Wilkes 50e 83e · Rijvers 57e 80e · Dräger 61e | (1 - 1) | 43e Maillard · 77e Amadò | Spectateurs : 56 000 Arbitrage : Charles Delasalle | Spectateurs : 56 000 Arbitrage : Charles Delasalle |
| 21 septembre 1947 · Historique des rencontres | Rapport                                                     |         |                          | Spectateurs : 56 000 Arbitrage : Charles Delasalle | Spectateurs : 56 000 Arbitrage : Charles Delasalle |

| Match amical                                | Suisse                                              | 4 - 0   | Belgique | Les Charmilles, Genève                       |                                              |
| 2 novembre 1947 · Historique des rencontres | Lusenti 5e · Fatton 11e · Maillard 27e · Tamini 28e | (4 - 0) |          | Spectateurs : 30 000 Arbitrage : Johann Beck | Spectateurs : 30 000 Arbitrage : Johann Beck |
| 2 novembre 1947 · Historique des rencontres | Rapport                                             |         |          | Spectateurs : 30 000 Arbitrage : Johann Beck | Spectateurs : 30 000 Arbitrage : Johann Beck |